# Georg Pilhofer
Georg Pilhofer (* 18. Dezember 1881 in Altmannshof; † 14. Dezember 1973 in Neuendettelsau) war ein deutscher evangelisch-lutherischer Missionar, Pädagoge, Sprachwissenschaftler, Bibelübersetzer und Schriftsteller.

## Leben
Georg Pilhofer wurde am 18. Dezember 1881 im Anwesen Altmannshof 6 („Schreier-Anwesen“) als Sohn der Eheleute Friedrich und Anna-Maria Pilhofer geboren. Später zog die fünfköpfige Familie zunächst nach Eckenricht, dann – als Pilhofer sechs Jahre alt war – nach Sulzbach, wo sein Vater Arbeit fand. In Sulzbach durchlief Pilhofer die siebenklassige Volksschule. Im Jahr 1895 wurde er konfirmiert.
Pilhofer heiratete 1915 Elise Flierl, die Tochter des Gründers der Neuguinea-Mission Johann Flierl. Aus dieser Ehe gingen zwei Kinder hervor.
1951 wurde ihm von der Universität Erlangen die Ehrendoktorwürde für seine Verdienste auf missionarischem und sprachlichem Gebiet verliehen.
Am 14. Dezember 1973 verstarb Georg Pilhofer in Neuendettelsau.

## Wirken
Im Jahr 1901 meldet sich Pilhofer für das Missionsseminar in Neuendettelsau an. Nach vierjährigem Studium wurde er am 26. Juli 1905 in Gunzenhausen für den Missionsdienst in Deutsch-Neuguinea (heute Papua-Neuguinea) abgeordnet und am 8. Oktober in Sulzbach ordiniert. Noch am gleichen Tag trat er seine Ausreise an.
Nach einer neun Wochen dauernden Schiffsreise kam Pilhofer in Finschhafen an. Zunächst wurde er auf der Außenstation Masang in der Nähe von Simbang stationiert.
Er unternahm Missionsreisen in das Hinterland, übersetzte zusammen mit Christian Keyßer das Neue Testament in die Kâte-Sprache und leitete die Ausbildungsstätte für einheimische Evangelisten in Heldsbach.
1939 wurde er in Australien zusammen mit anderen Missionaren, unter anderem seinem Schwager Wilhelm Flierl, interniert.
Später kehrte er nach Neuendettelsau zurück, wo er am Missionsseminar unterrichtete und über die Geschichte der Neuendettelsauer Mission forschte.

## Veröffentlichungen
- Grammatik der Kâte-Sprache in Neuguinea. 1933.
- Wie bekommen wir Gemeinden im Sinne des Neuen Testamentes? Freimund Verlag, Neuendettelsau 1953.
- Johann Flierl, der Bahnbrecher des Evangeliums unter den Papua. Freimund Verlag, Neuendettelsau 1953.
- Die Geschichte der Neuendettelsauer Mission in Neuguinea. Band 1. Freimund Verlag, Neuendettelsau 1961, DNB 453779093.
- Die Geschichte der Neuendettelsauer Mission in Neuguinea. Band 2. Freimund Verlag, Neuendettelsau 1962, DNB 453779107.
- Die Geschichte der Neuendettelsauer Mission in Neuguinea. Band 3. Freimund Verlag, Neuendettelsau 1962, DNB 453779115.
- Geschichte des Neuendettelsauer Missionshauses. Freimund Verlag, Neuendettelsau 1967.
- Wunderbare Zeichen. Freimund Verlag, Neuendettelsau 1969.